# السفن ذات الثلاث طوابق

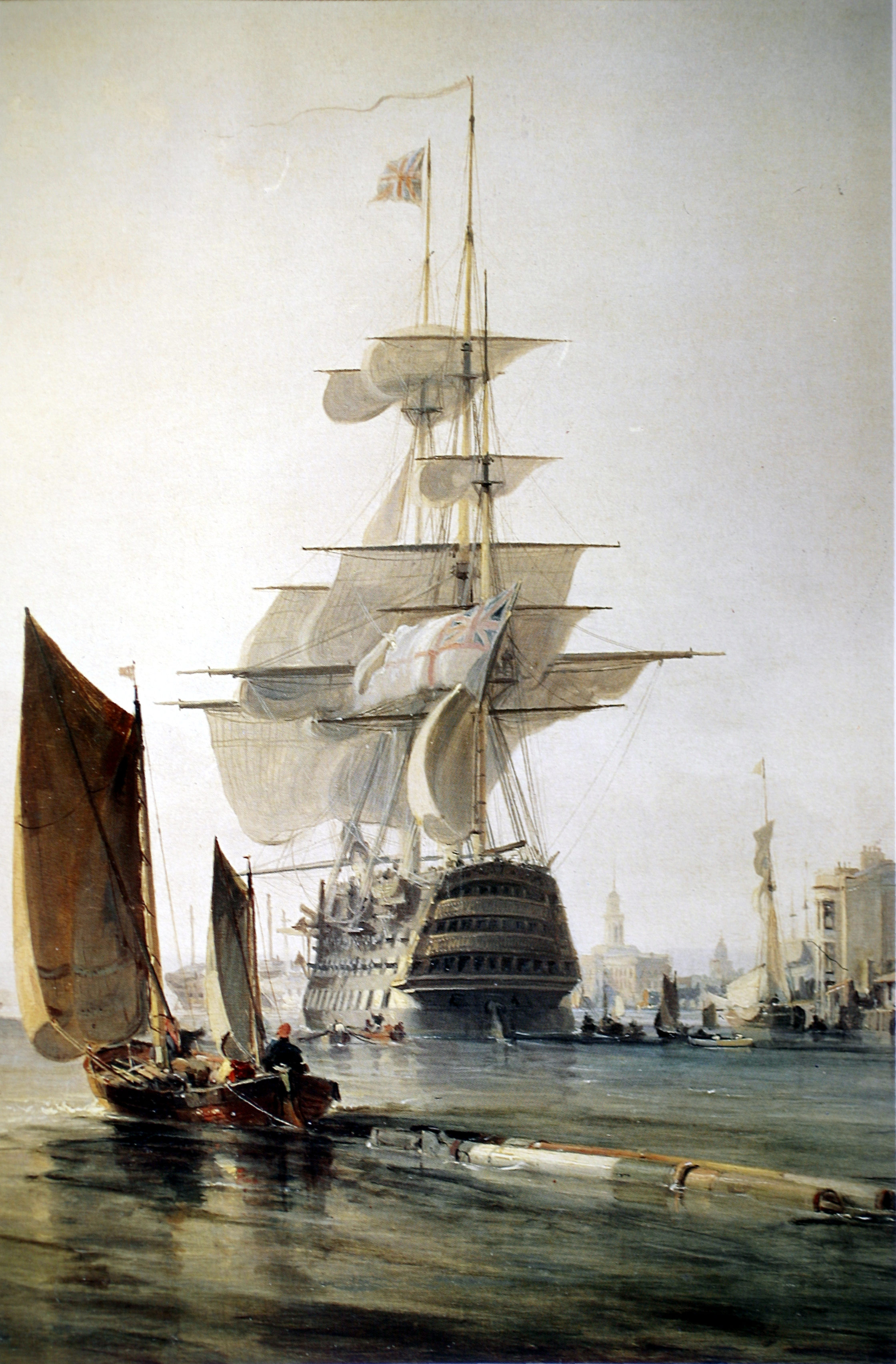
سفينة ذات ثلاث طوابق عام 1835 م

السفينة ذات الثلاثة طوابق ( بالإنجليزية three-decker ) وهي نوع من أنواع السفن الحربية التي تتميز بأنها تحمل أسلحتها على ثلاثة أسطح مجهزة بالكامل. وتحمل هذه السفن أيضًا بنادق أصغر على السطح العلوي، ولكن هذه البنادق ليست جزءًا من الطوابق الرئيسية المستمرة ولذا لا يتم احتسابها كـ “سطح رابع”. وعادةً ما تكون هذه السفن قوية بما يكفي للمشاركة في خط المعارك البحرية. ووفقًا لنظام تصنيف البحرية الملكية البريطانية، تُصنف هذه السفن عادةً كسفن من الدرجة الأولى أو الثانية.
وهذه السفن خدمت أيضًا في القوات البحرية لدول أوروبية عديدة، مثل فرنسا وروسيا وإسبانيا. والتعريف الفرنسي للسفينة ذات الثلاثة طوابق يختلف عن التعريف الإنجليزي حتى عام 1690، حيث كانت بعض السفن التي كانت تُطلق عليها اسم “ذات الطوابق الثلاثة” تحتوي فقط على طبقة ثالثة مسلحة جزئيًا بالمدافع. في بعض هذه السفن، وكان هناك فجوة هيكلية تفصل بين الأجزاء الأمامية والخلفية من السطح، مما يجعل من الممكن وصف هذه السفن بأنها “ذات طابقين” في السفن الحربية الإنجليزية المكافئة.